# NGC 4004
NGC 4004 (ook: NGC 4004A) is een peculiair sterrenstelsel in het sterrenbeeld Leeuw. Het hemelobject werd op 11 april 1785 ontdekt door de Duits-Britse astronoom William Herschel.

## Synoniemen
- IRAS 11555+2809
- UGC 6950
- ZWG 157.65
- MCG 5-28-60
- VV 220
- MK 432
- KUG 1155+261
- PGC 37654